# Fisibach (Fluss)
Der Fisibach ist ein zehn Kilometer langer linker Zufluss des Rheins in den Schweizer Kantonen Zürich und Aargau. Er durchfliesst das Bachsertal und entwässert ein Gebiet von rund 16,4 Quadratkilometern.

## Geographie

### Verlauf

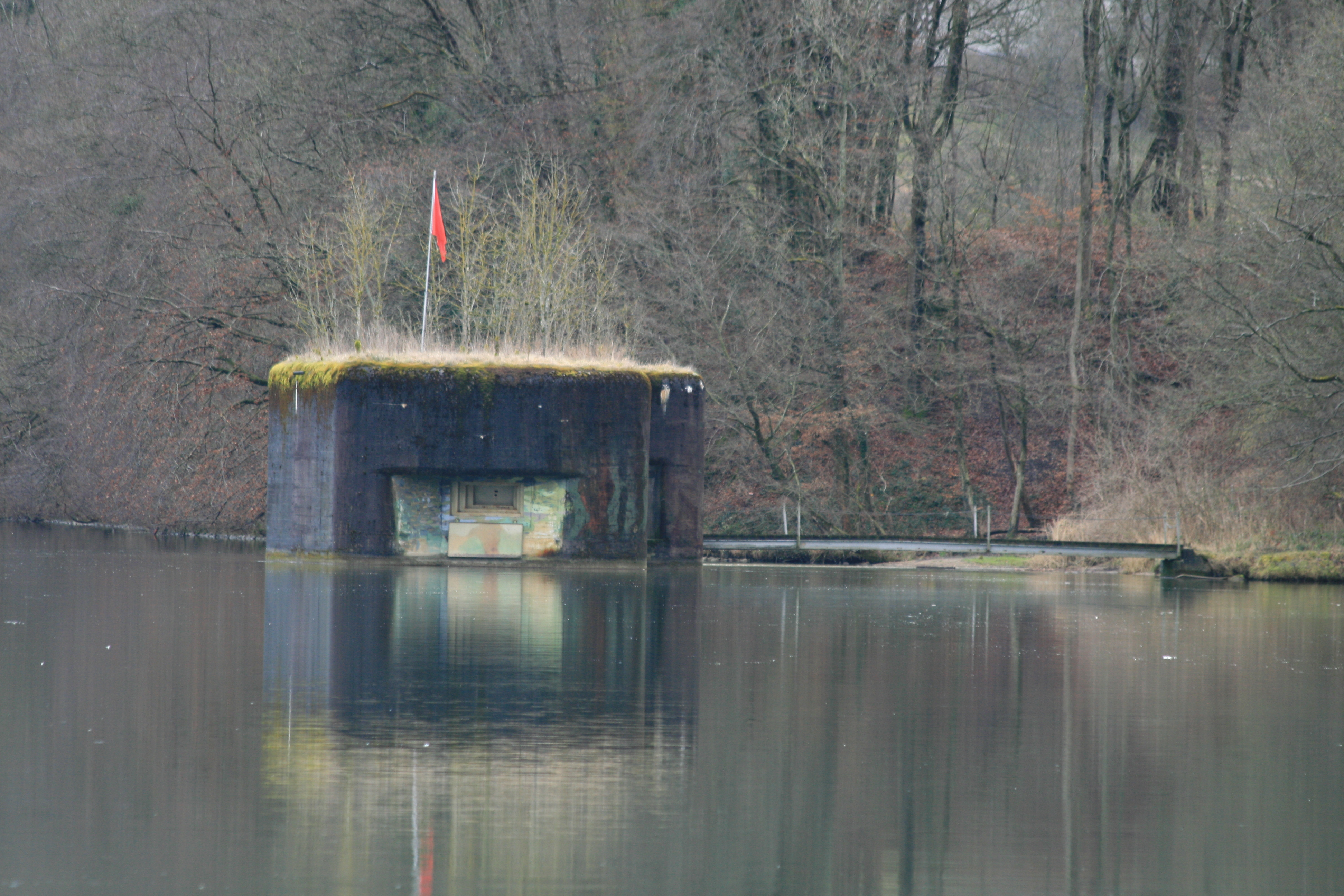
Bunker im Rhein bei der Mündung

Der Fisibach entsteht aus drei Quellbächen am Osthang der Egg, die sich beim Lütnantsholz zum Holzwisenbach vereinen, der nach kurzem Lauf beim Austritt aus dem Eggwald zum Fisibach wird. Er fliesst hauptsächlich in nordwestliche Richtung durch Bachs und Fisibach und mündet nach zehn Kilometern nahe Kaiserstuhl in den Rhein. Direkt neben seiner Mündung befindet sich im Rhein der Infanteriebunker «Fisibach-Bleiche» der Schweizer Armee.

### Zuflüsse
- Chüebrunnengraben (rechts)
- Hochrütibach oder Dorfbach (Bachs) (links)
- Wissikerbächli (links)
- Chaltenbach oder Stampfibach (links)
- Flüenenhölzlibach (rechts)
- Heinispitzbach (links)
- Neumülibach (rechts)
- Rainbach (links)
- Balmbach (links)
- Lochbach (links)
- Waldhuserbach (links)
- Waldhuse (links)
- Bachtobel (rechts)
- Tychgrabe (links)